# Jake Forbes

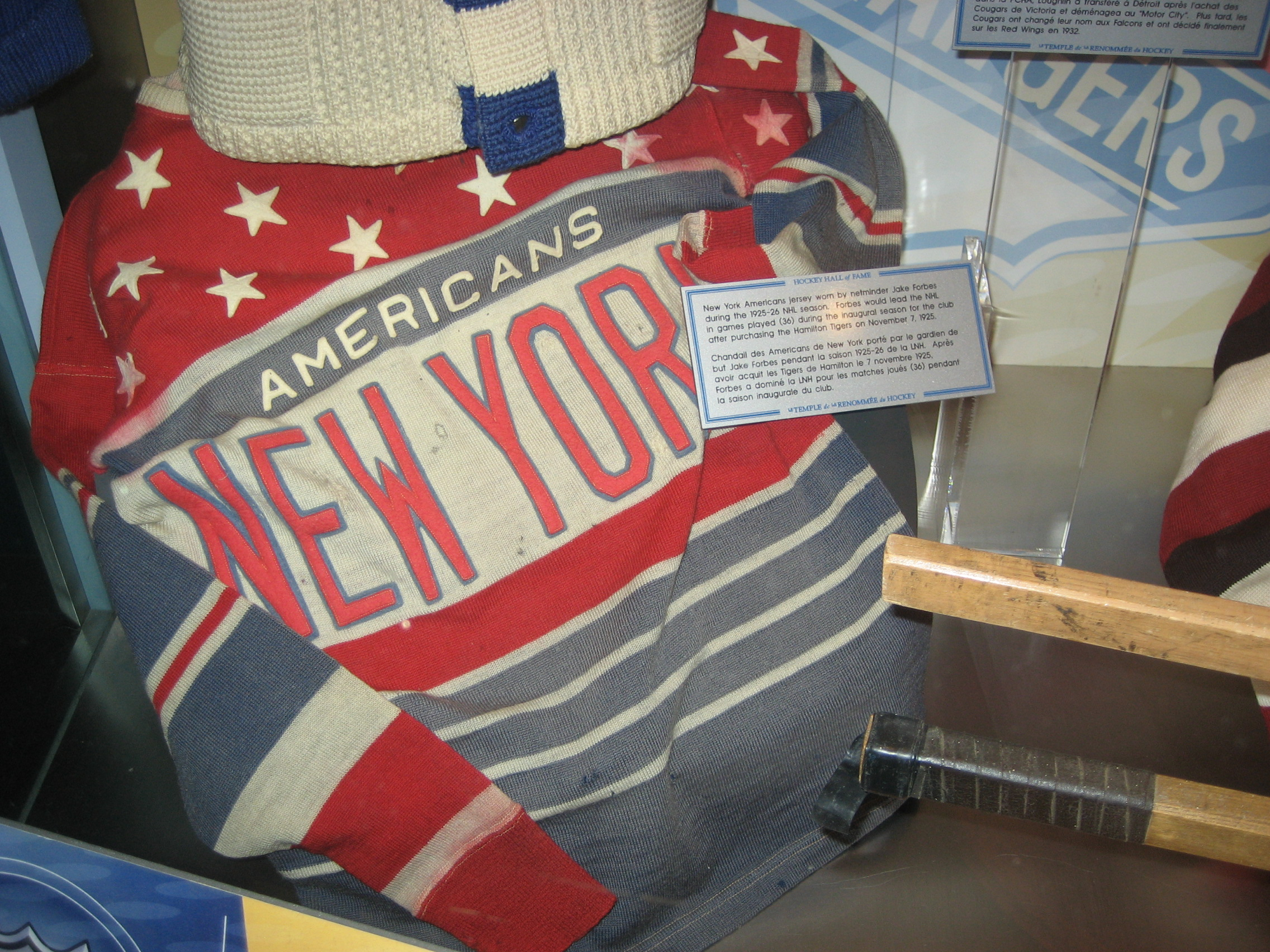
Tröja Jake Forbes bar med New York Americans säsongen 1925–26.

Verner V. "Jake" Forbes, född 4 juli 1897 i Toronto, död 30 december 1985, var en kanadensisk professionell ishockeymålvakt.

## Karriär

### Toronto St. Patricks
Jake Forbes inledde sin NHL-karriär med fem matcher för Toronto St. Patricks säsongen 1919–20. Säsongen därefter, 1920–21, var han tillbaka med St. Patricks och spelade 20 av 24 matcher. Säsongen 1921–22 skapade Forbes dock rubriker då han vägrade skriva på det kontraktsförslag som han givits av St. Patricks, vilket resulterade i att klubben stängde av honom från allt spel. Efter att ha suttit vid sidan av hela säsongen bytte St. Patricks till slut bort Forbes till Hamilton Tigers i maj 1922 i utbyte mot en summa pengar.

### Hamilton Tigers
Forbes missade inte en match i NHL under sina tre år med Hamilton Tigers. De två första åren, 1922–23 och 1923–24, slutade laget sist i ligan men säsongen 1924–25 vände det då Tigers vann NHL:s grundserie. Tigers vann 19 av 30 matcher och slutade en poäng före Forbes gamla lag Toronto St. Patricks. Forbes blev dock involverad i ännu en kontraktsdispyt då hela Tigers spelartrupp revolterade mot klubbens ägare för bättre ekonomiska villkor. Det hela slutade med att Tigers missade chansen att få spela om Stanley Cup och klubben upplöstes. Säsongen 1925–26 köptes rättigheterna till Tigers spelare av den nya klubben New York Americans.

### New York Americans
De två första åren i New York Americans spelade Forbes sammanlagt 80 matcher av vilka han vann 29. Klubben hade svårt att konkurrera med de bästa lagen i ligan och missade slutspel båda säsongerna. Säsongen 1927–28 förlorade Forbes dessutom jobbet som förstamålvakt till Joe Miller. De följande fem åren spelade Forbes endast nio matcher för Americans. Säsongen 1930–31 gjorde han ett kort mellanspel i NHL då han spelade två matcher för Philadelphia Quakers men tillbringade annars huvuddelen av sin tid i Canadian-American Hockey League med New Haven Eagles.
Efter tre säsonger i IHL åren 1933–1936 lade Forbes så till slut skridskorna och målvaktsutrustningen på hyllan för gott, 39 år gammal.

## Statistik
CAHL = Canadian-American Hockey League, CPHL = Canadian Professional Hockey League

M = Matcher, V = Vinster, F = Förluster, O = Oavgjorda, SM = Spelade minuter, IM = Insläppta mål, N = Hållna nollor, GIM = Genomsnitt insläppta mål per match
| 1916–17     | Toronto Aura Lee        | OHA Jr.     | 6   | 6  | 0   | 0  | 360   | 14  | 0  | 2.33 | 6 | 4 | 2 | 360 | 18 | 0 | 3.00 |
| 1917–18     | Toronto Aura Lee        | OHA Jr.     | 4   | 3  | 1   | 0  | 240   | 13  | 0  | 3.25 | – | – | – | –   | –  | – | –    |
| 1918–19     | Toronto Goodyears       | TIHL        | –   | –  | –   | –  | –     | –   | –  | –    | – | – | – | –   | –  | – | –    |
| 1919–20     | Toronto Aura Lee        | OHA Jr.     | 6   | 2  | 4   | 0  | 360   | 27  | 0  | 4.50 | – | – | – | –   | –  | – | –    |
| 1919–20     | Toronto St. Patricks    | NHL         | 5   | 2  | 3   | 0  | 300   | 21  | 0  | 4.20 | – | – | – | –   | –  | – | –    |
| 1920–21     | Toronto St. Patricks    | NHL         | 20  | 13 | 7   | 0  | 1221  | 78  | 0  | 3.83 | 2 | 0 | 2 | 120 | 7  | 0 | 3.50 |
| 1921–22     | Toronto St. Patricks    | NHL         | –   | –  | –   | –  | –     | –   | –  | –    | – | – | – | –   | –  | – | –    |
| 1922–23     | Hamilton Tigers         | NHL         | 24  | 6  | 18  | 0  | 1470  | 110 | 0  | 4.49 | – | – | – | –   | –  | – | –    |
| 1923–24     | Hamilton Tigers         | NHL         | 24  | 9  | 15  | 0  | 1483  | 68  | 1  | 2.75 | – | – | – | –   | –  | – | –    |
| 1924–25     | Hamilton Tigers         | NHL         | 30  | 19 | 10  | 1  | 1833  | 60  | 6  | 1.96 | – | – | – | –   | –  | – | –    |
| 1925–26     | New York Americans      | NHL         | 36  | 12 | 20  | 4  | 2240  | 86  | 2  | 2.30 | – | – | – | –   | –  | – | –    |
| 1926–27     | New York Americans      | NHL         | 44  | 17 | 25  | 2  | 2715  | 91  | 8  | 2.01 | – | – | – | –   | –  | – | –    |
| 1927–28     | New York Americans      | NHL         | 16  | 3  | 11  | 2  | 980   | 51  | 2  | 3.12 | – | – | – | –   | –  | – | –    |
| 1927–28     | Providence Reds         | CAHL        | 13  |    |     |    | 780   | 20  | 2  | 1.54 | – | – | – | –   | –  | – | –    |
| 1927–28     | Niagara Falls Cataracts | CPHL        | 8   |    |     |    | 480   | 16  | 1  | 2.00 | – | – | – | –   | –  | – | –    |
| 1928–29     | New York Americans      | NHL         | 1   | 1  | 0   | 0  | 60    | 3   | 0  | 3.00 | – | – | – | –   | –  | – | –    |
| 1928–29     | New Haven Eagles        | CAHL        | 26  |    |     |    | 1560  | 29  | 9  | 1.12 | 2 | 1 | 1 | 123 | 4  | 0 | 1.95 |
| 1929–30     | New York Americans      | NHL         | 1   | 0  | 0   | 1  | 70    | 1   | 0  | 0.86 | – | – | – | –   | –  | – | –    |
| 1929–30     | New Haven Eagles        | CAHL        | 40  |    |     |    | 2400  | 101 | 3  | 2.52 | – | – | – | –   | –  | – | –    |
| 1930–31     | New Haven Eagles        | CAHL        | 40  |    |     |    | 2400  | 140 | 3  | 3.50 | – | – | – | –   | –  | – | –    |
| 1930–31     | Philadelphia Quakers    | NHL         | 2   | 0  | 2   | 0  | 120   | 7   | 0  | 3.50 | – | – | – | –   | –  | – | –    |
| 1931–32     | New York Americans      | NHL         | 6   | 3  | 3   | 0  | 360   | 16  | 0  | 2.67 | – | – | – | –   | –  | – | –    |
| 1931–32     | Springfield Indians     | CAHL        | 3   |    |     |    | 180   | 16  | 0  | 5.33 | – | – | – | –   | –  | – | –    |
| 1931–32     | Bronx Tigers            | CAHL        | 7   |    |     |    | 420   | 16  | 0  | 2.29 | – | – | – | –   | –  | – | –    |
| 1932–33     | New York Americans      | NHL         | 1   | 0  | 0   | 1  | 70    | 2   | 0  | 1.71 | – | – | – | –   | –  | – | –    |
| 1932–33     | New Haven Eagles        | CAHL        | 5   |    |     |    | 300   | 15  | 0  | 3.00 | – | – | – | –   | –  | – | –    |
| 1933–34     | Windsor Bulldogs        | IHL         | 36  |    |     |    | 2160  | 89  | 6  | 2.47 | – | – | – | –   | –  | – | –    |
| 1934–35     | Syracuse Stars          | IHL         | 8   | 5  | 3   | 0  | 510   | 21  | 0  | 2.47 | – | – | – | –   | –  | – | –    |
| 1934–35     | London Tecumsehs        | IHL         | 8   | 4  | 3   | 1  | 500   | 20  | 0  | 2.40 | 5 | 2 | 3 | 320 | 12 | 1 | 2.25 |
| 1935–36     | Rochester Cardinals     | IHL         | 5   | 2  | 3   | 0  | 300   | 20  | 0  | 4.00 | – | – | – | –   | –  | – | –    |
| 1935–36     | Syracuse Stars          | IHL         | 5   | 2  | 3   | 0  | 330   | 15  | 0  | 2.73 | – | – | – | –   | –  | – | –    |
| NHL totalt  | NHL totalt              | NHL totalt  | 210 | 85 | 114 | 11 | 12922 | 594 | 19 | 2.76 | 2 | 0 | 2 | 120 | 7  | 0 | 3.50 |
| CAHL totalt | CAHL totalt             | CAHL totalt | 134 |    |     |    | 8040  | 337 | 17 | 2.51 | 2 | 1 | 1 | 123 | 4  | 0 | 1.95 |

Statistik från hockey-reference.com